# Obenrüden
Die Hofschaft Obenrüden liegt im Süden der bergischen Großstadt Solingen.

## Lage und Beschreibung
Obenrüden befindet sich abgeschieden im äußersten Süden des Solinger Stadtbezirks Burg/Höhscheid. Die Hofschaft liegt in der naturräumlichen Einheit Unteres Wuppertal direkt am Nordufer der Wupper, die die Stadtgrenze zu Leichlingen bildet. Einige hundert Meter flussabwärts befindet sich die Nachbarhofschaft Untenrüden. In nördliche Richtung nach Widdert türmen sich die Wupperberge und der Rölscheider Berg auf. Obenrüden ist lediglich durch eine Straße an Untenrüden angebunden, von wo aus eine steile und schmale Serpentinenstraße, die Rüdener Straße, nach Widdert führt. Bis heute prägt den Ort ein Bestand an historischen Fachwerk- und Schiefergebäuden, von denen mehrere unter Denkmalschutz stehen.
Benachbarte Orte sind bzw. waren (von Nord nach West): Rölscheid, Obenwiddert, Heiler Kotten (alle zu Solingen), Oberbüscherhof, Fähr, Rödel (alle zu Leichlingen) sowie Friedrichstal, Untenrüden und Untenwiddert (alle zu Solingen).

## Etymologie
Der Ortsname ist seit dem 16. Jahrhundert nachgewiesen. Möglicherweise ist der Name von dem Wort Rüde = Hund abgeleitet.

## Geschichte
Der Zeitpunkt der ersten Besiedelung Rüdens ist unklar, wird jedoch aufgrund des flachen Geländes und seiner Geeignetheit für Ackerbau und das Klingenhandwerk spätestens im 15. Jahrhundert stattgefunden haben. Wie im benachbarten Ort Friedrichstal ist auch in Rüden das Klingenhandwerk nachweisbar. So diente den dortigen Schleifern als Arbeitsstätte unter anderem die heute noch existenten Schleifkotten Unten- und Obenrüdener Kotten. Letzterer wurde im Jahre 1605 als Mühle erwähnt. Diese wurde im Zuge von Neubauten im Jahre 1737 (Innenkotten) und 1797 (Außenkotten) zum Schleifkotten umfunktioniert und trug lange Zeit den Namen Blaumühle, der noch von der alten Mühle herrührte. Später wurde daraus der Obenrüdener Kotten, der als Ziegelbau wieder errichtet wurde, nachdem das Fachwerkgebäude im Jahre 1906 niederbrannte.
In der Karte Topographia Ducatus Montani, Blatt Amt Solingen, von Erich Philipp Ploennies aus dem Jahre 1715 ist der Ort mit einer Hofstelle verzeichnet und als Rüden benannt, ebenso wie der heutige Nachbarort Untenrüden. Der Ort wurde in den Registern der Honschaft Widdert innerhalb des Amtes Solingen geführt. Die Topographische Aufnahme der Rheinlande von 1824 verzeichnet den Ort als unten Rüden (sic!) und den Nachbarort als oben Rüden. Die Preußische Uraufnahme von 1844 verzeichnet den Ort als Ob: Rüden und den Nachbarort als Unt: Rüden. In der Topographischen Karte des Regierungsbezirks Düsseldorf von 1871 ist der Ort als Ob. Ruden verzeichnet, der Nachbarort als Unt. Ruden.
Nach Gründung der Mairien und späteren Bürgermeistereien Anfang des 19. Jahrhunderts gehörte der Ort zur Bürgermeisterei Höhscheid, die 1856 zur Stadt erhoben wurde. 1815/16 lebten 90 Einwohner in Obenrüden. 1832 gehörte der Ort weiterhin innerhalb der Honschaft Widdert nun der Bürgermeisterei Höhscheid an. Obenrüden wurde in der Statistik und Topographie des Regierungsbezirks Düsseldorf als Dorfschaft kategorisiert. Der Ort besaß zu dieser Zeit 16 Wohnhäuser und 18 landwirtschaftliche Gebäude. Zu dieser Zeit lebten 114 Einwohner (zwei katholisch und 112 evangelisch) in Obenrüden.
Im Gemeindelexikon für die Provinz Rheinland werden 1885 für Obenrüden 31 Wohnhäuser mit 153 Einwohnern angegeben. 1895 besitzt der Ort 22 Wohnhäuser mit 202 Einwohnern, 1905 30 Wohnhäuser und 162 Einwohner.
Mit der Städtevereinigung zu Groß-Solingen im Jahre 1929 wurde Obenrüden ein Ortsteil Solingens. Von den vielen historischen Fachwerk- und Schieferhäusern im Ort sind die Gebäude Obenrüden 14, 16, 18, 25, 30, 65, 67, 69 sowie der Obenrüdener Kotten als Baudenkmäler in die Solinger Denkmalliste eingetragen.
Heute ist die Umgebung von Obenrüden durch mehrere Wanderwege entlang der Wupper erschlossen, darunter auch den Klingenpfad. Der Ort ist mit seiner historischen Kulisse aus Fachwerk- und Schieferhäusern des Bergischen Stils bei Spaziergängern und Wanderern beliebt. In Obenrüden befindet sich mit der Gaststätte Rüdenstein auch ein Ausflugslokal.

Bei dem verheerenden Hochwasserereignis Mitte Juli 2021 wurden infolge von anhaltendem Starkregen auch Teile von Oben- und Untenrüden überschwemmt, darunter auch Oben- und Untenrüdener Kotten. Die Fußgängerbrücke am Obenrüdener Kotten wurde infolge des Hochwassers weggespült.

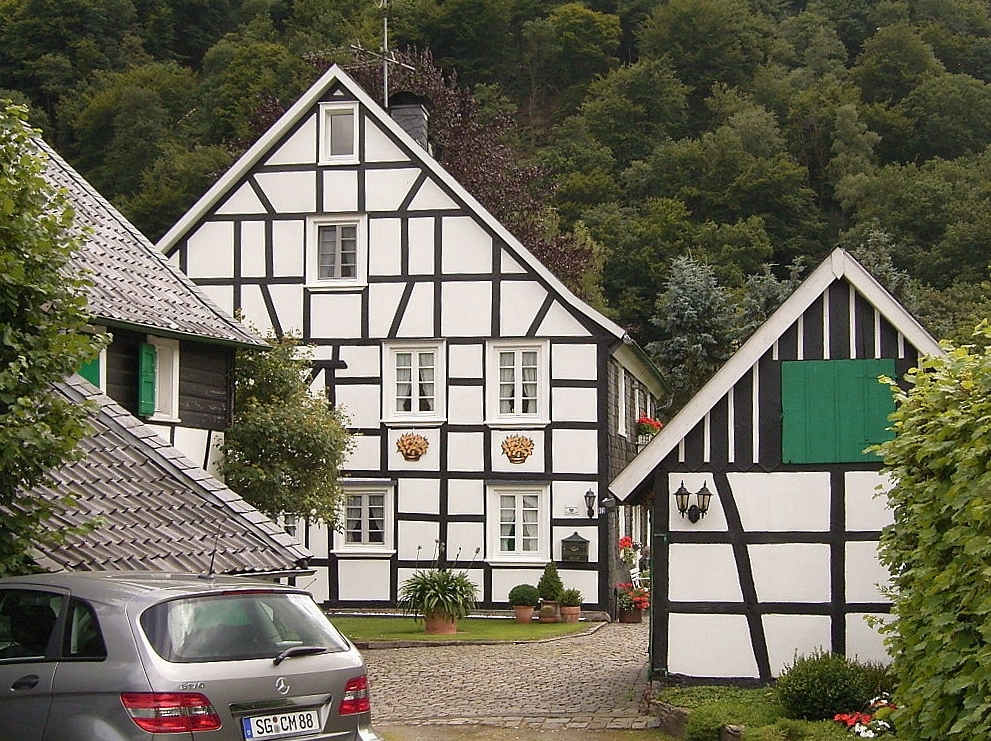
Obenrüden 14, 16, 18
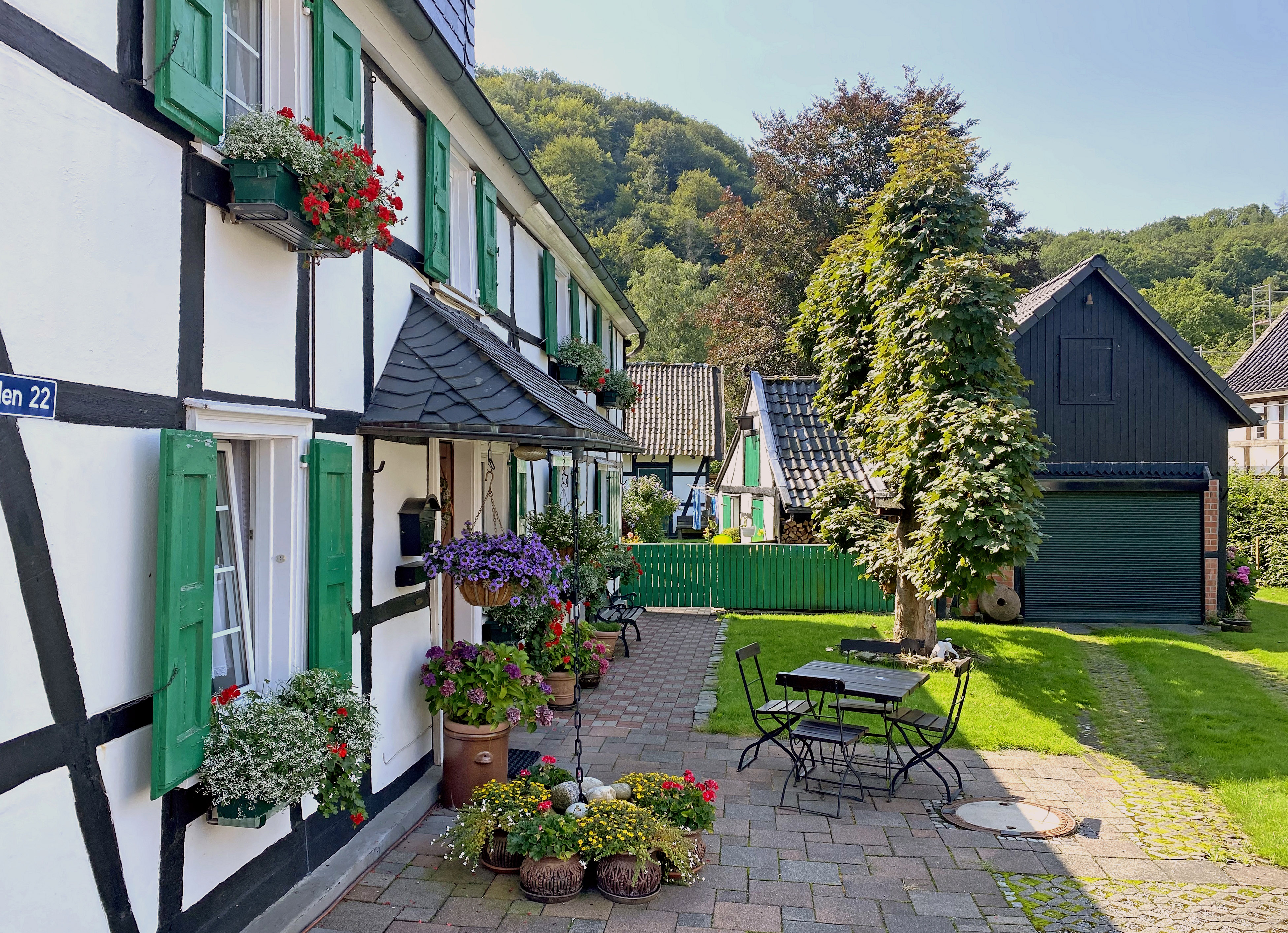
Obenrüden 22
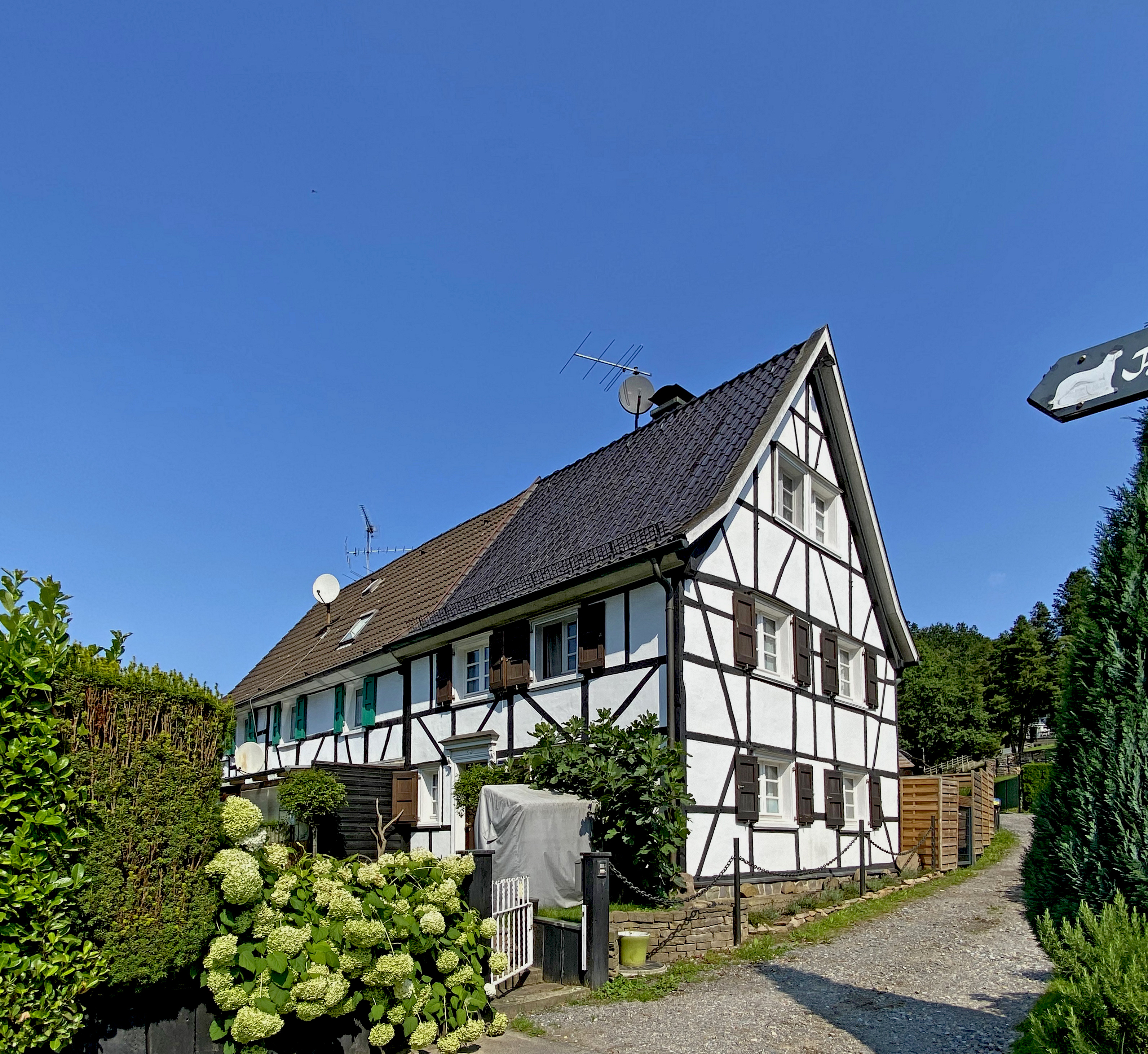
Obenrüden 23, 25
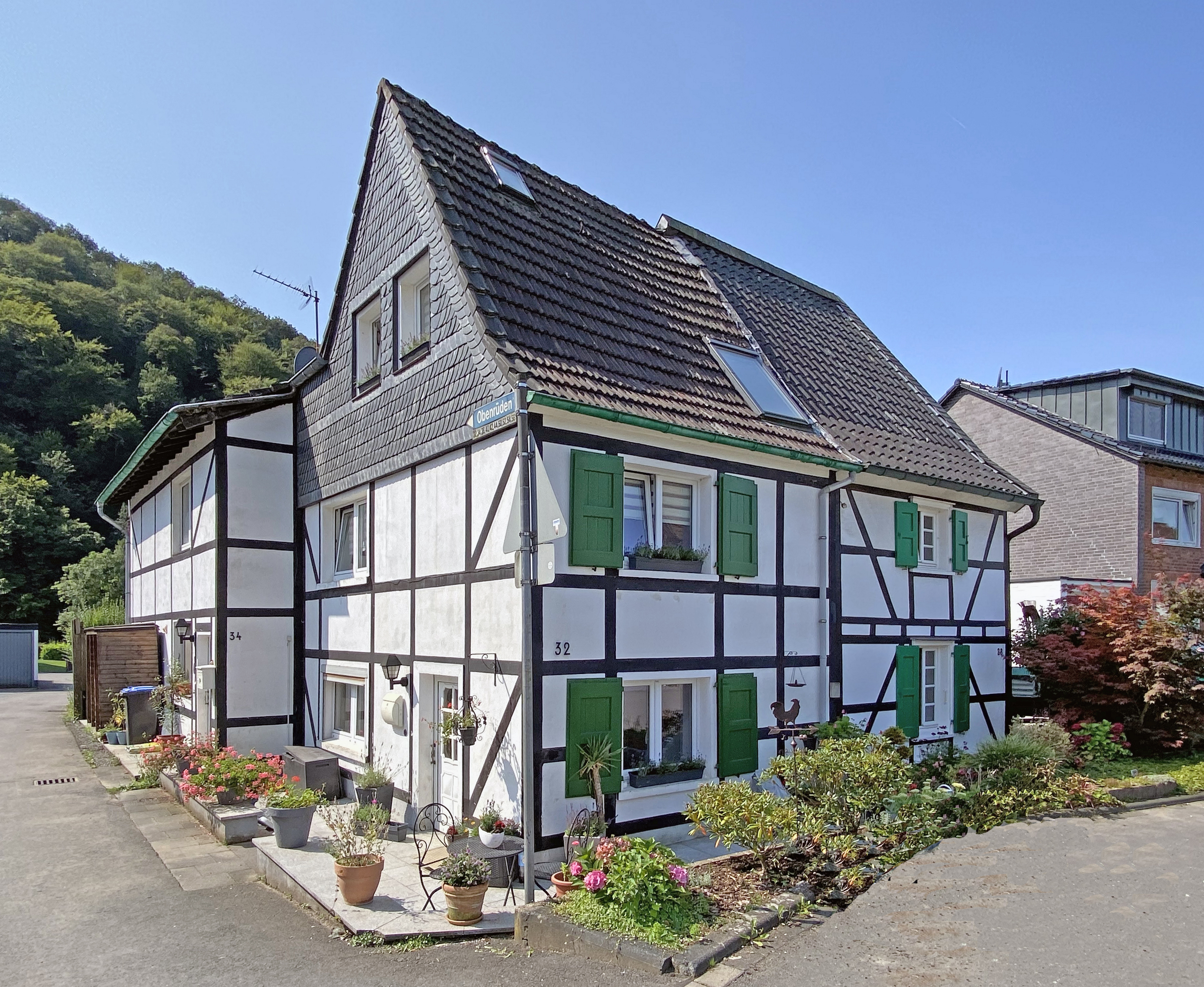
Obenrüden 30, 32, 34
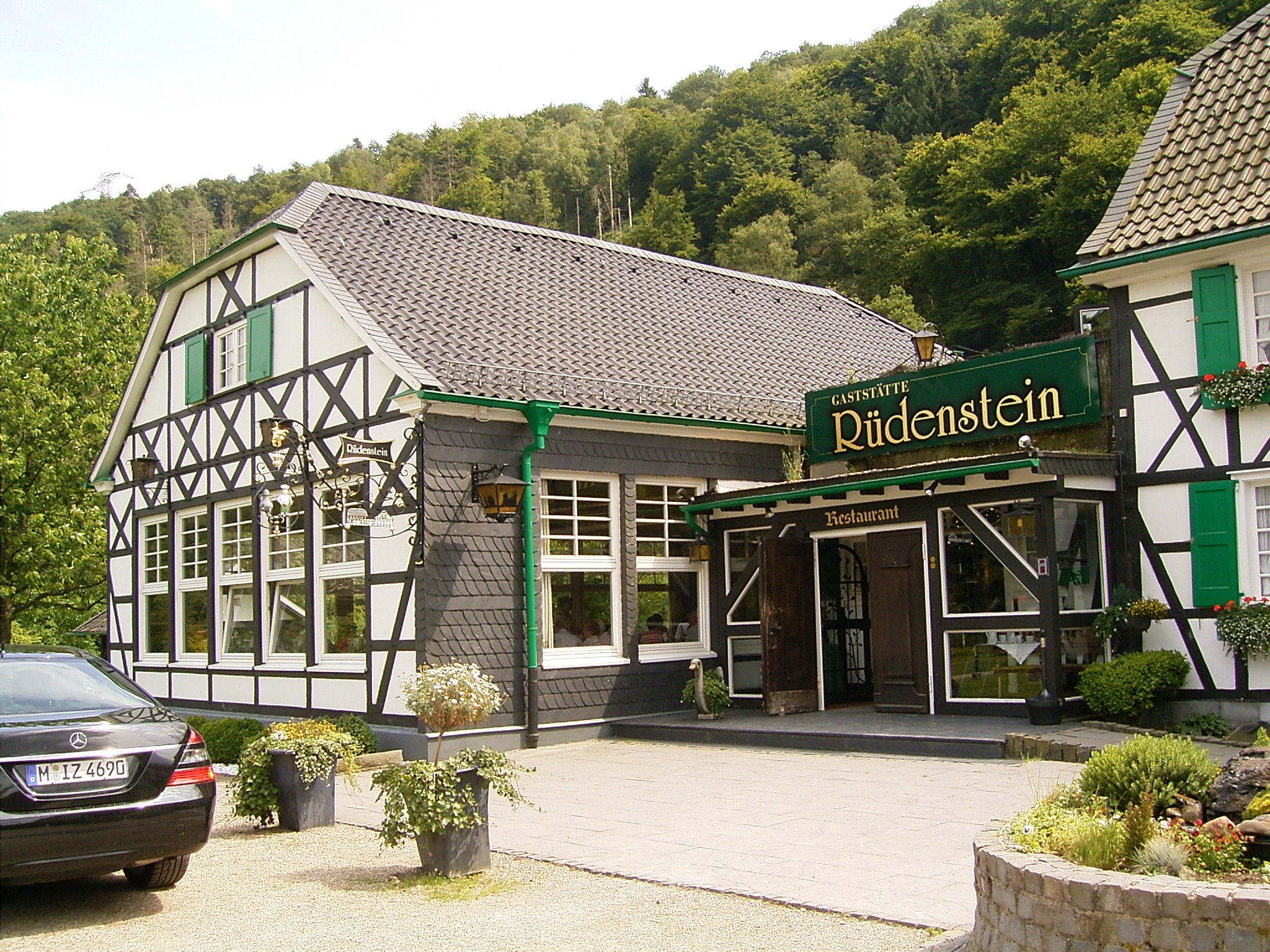
Gaststätte Rüdenstein
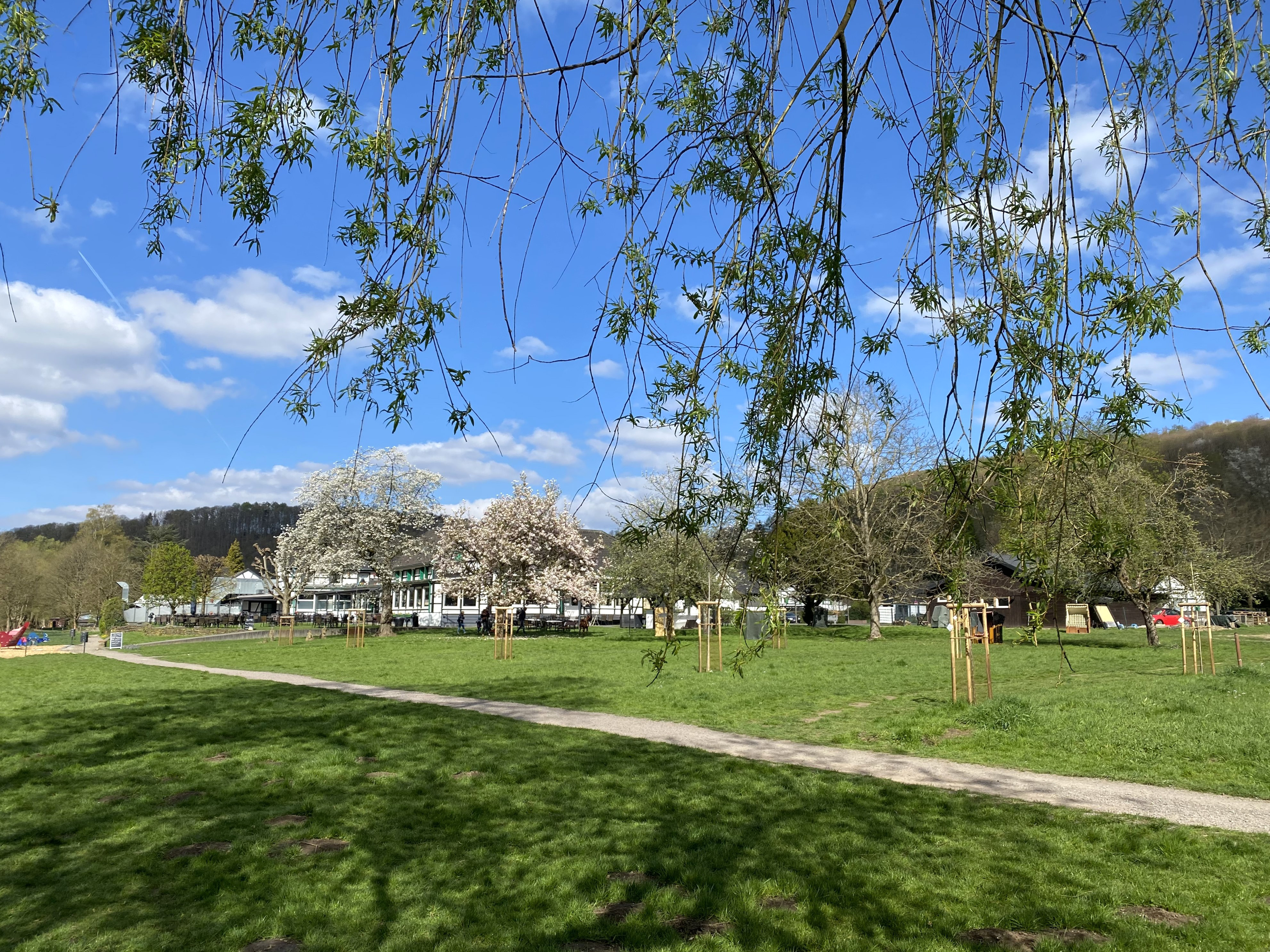
Wupperaue in Obenrüden
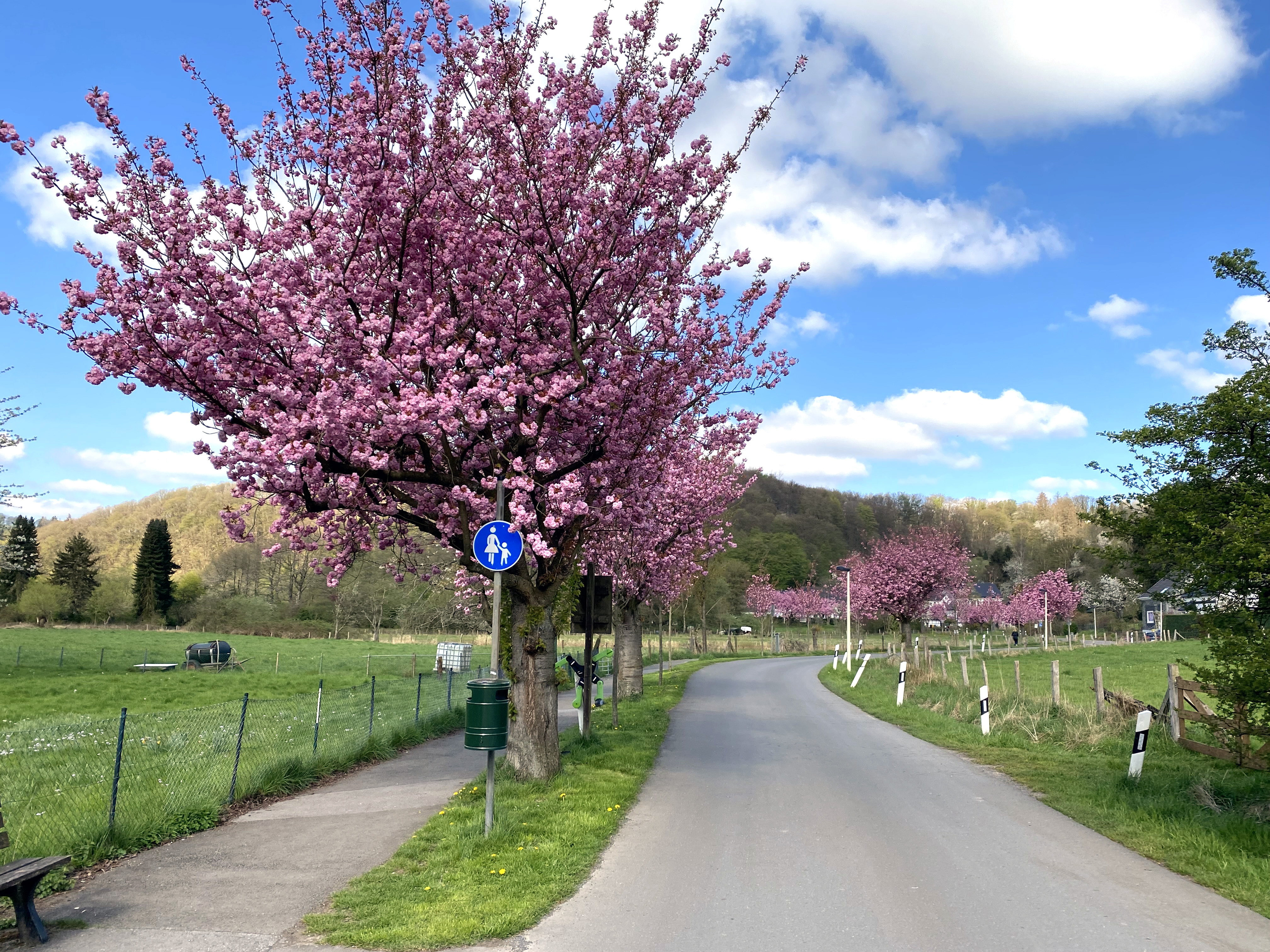
Blühende Zierkirschen zw. Obenrüden u. Untenrüden

## Sehenswürdigkeiten

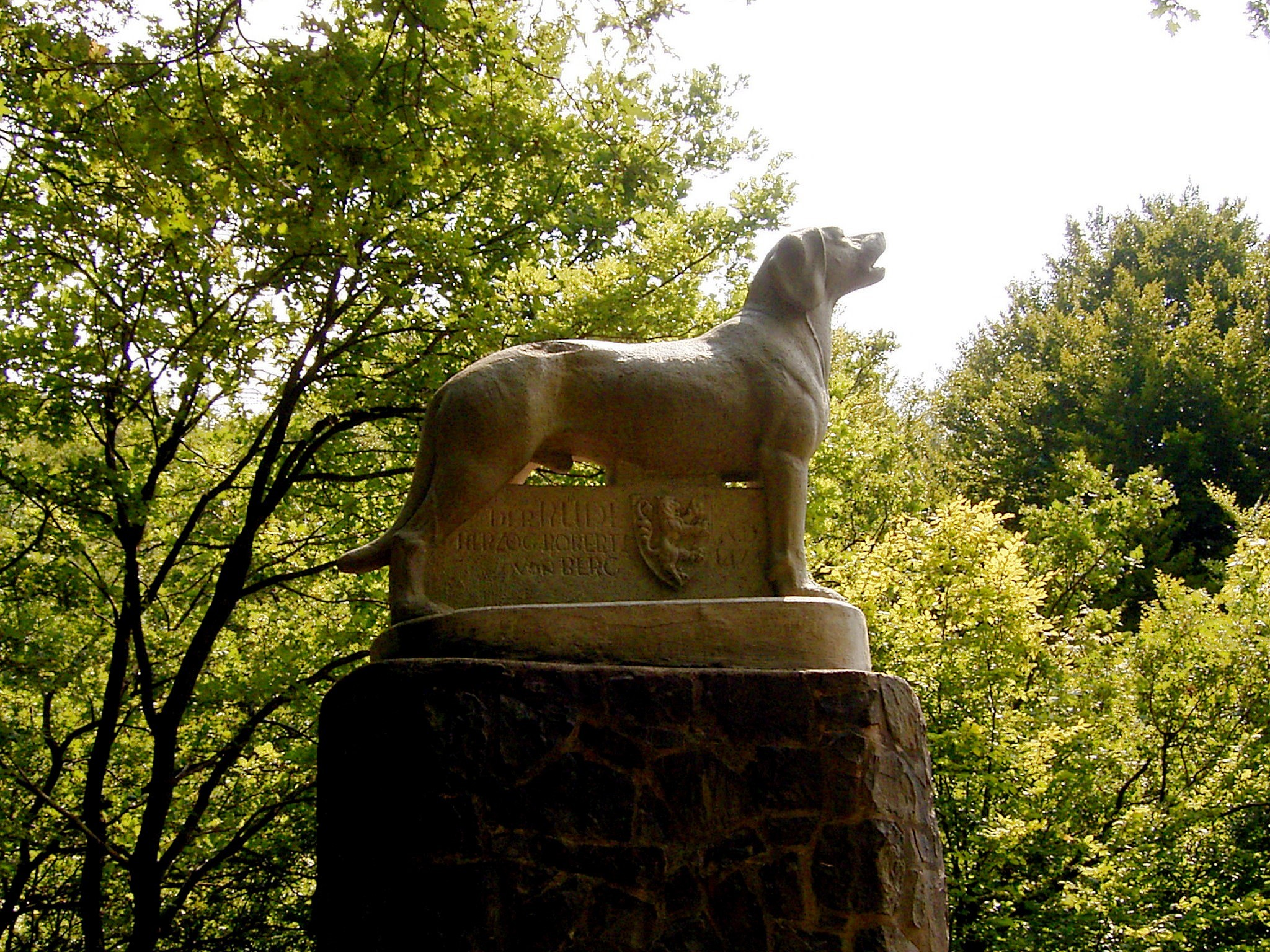
Das Denkmal

### Rüdenstein
Das Denkmal befindet sich auf einem Hang gegenüber dem Obenrüdener Kotten in einem Waldgebiet auf Leichlinger Stadtgebiet. Es zeigt auf einem Steinsockel einen nach oben blickenden Rüden mit geöffnetem Maul. Die Inschrift enthält das Jahr der Erbauung des Denkmals (1927) sowie den Verschönerungsverein Widdert als Initiator. Die Figur selbst besteht aus Kunststein. Das Denkmal stellt seit seinem Bestehen eine beliebte Touristenattraktion dar. Das Denkmal erinnert an die Legende, nach der hier im Jahre 1424 der Jungherzog Robert aus dem Adelsgeschlecht derer von Berg einen Jagdunfall erlitt, vom Pferd stürzte und sich verletzte. Sein ihn begleitender Rüde konnte ihn retten, indem er die Jagdgesellschaft, die schon auf dem Rückweg nach Schloss Burg war, einholte und durch eindringliches Gebell zu dem verunfallten Jungherzog zurückführte.

### Obenrüdener Kotten

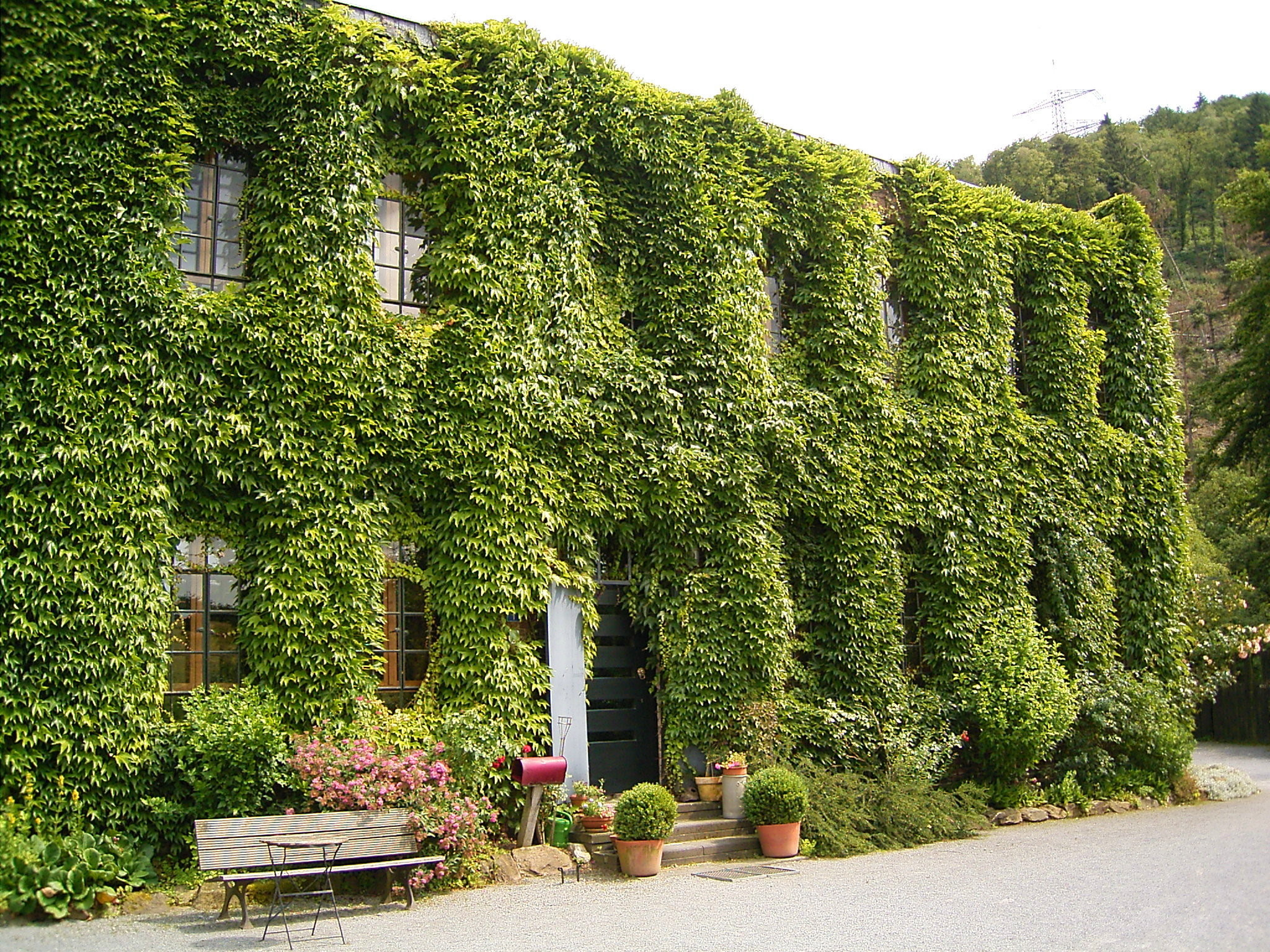
Obenrüdener Kotten

Der Ort war aufgrund seiner Lage direkt am Wupperufer beliebt, da die ergiebige Wasserkraft der Wupper genutzt werden konnte. Bereits im Jahre 1605 wurde eine Mühle in Obenrüden erwähnt. Diese wurde im Zuge von Neubauten im Jahre 1737 (Innenkotten) und 1797 (Außenkotten) zum Schleifkotten umfunktioniert. Dieser Kotten trug lange Zeit den Namen Blaumühle, der noch von der alten Mühle herrührte. Später wurde daraus der Obenrüdener Kotten, der als Ziegelbau wieder errichtet wurde, nachdem das Fachwerkgebäude im Jahre 1906 niederbrannte. Der Obenrüdener Kotten ist 1988 als Baudenkmal eingetragen.

## Nahverkehr
Wochentags ist Rüden durch die Bushaltestelle in Untenrüden durch die Linie 697 an das Busnetz der Stadtwerke Solingen mit einer eigenen Haltestelle angeschlossen. Aufgrund der Beliebtheit Rüdens für Spaziergänger und Wanderer besteht an Sonn- und Feiertagen zusätzlich Anschluss an den Bus der Linie 691 nach Ohligs.
| Linie | Linienverlauf                                                               |
| ----- | --------------------------------------------------------------------------- |
| 691   | Sankt-Lukas-Klinik – Solingen Hauptbahnhof – Aufderhöhe – Höhscheid – Rüden |
| 697   | Graf-Wilhelm-Platz – Solingen Mitte – Höhscheid – Rüden                     |